# Chandler River (Macleay River)
Der Chandler River ist ein Fluss im Nordosten des australischen Bundesstaates New South Wales.

## Geographie
Der Fluss entspringt an den Osthängen des nördlichen Tafellandes von New South Wales, etwa 43 Kilometer nordöstlich von Armidale. Der gesamte Flusslauf liegt in der Local Government Area Armidale. Der Chandler River, seine Nebenflüsse Wollomombi River, Oaky River und Styx River, sowie der Apsley River, sind zusammen mit dem Hauptfluss Macleay River für ihre spektakulären Schluchten und Wasserfälle im Oxley-Wild-Rivers-Nationalpark bekannt.
Der Chandler River fließt von seiner Quelle nach Süden und fällt dann über die Chandler Falls nur wenig östlich der Wollomombi Falls und kurz vor der Mündung des Wollomombi River. Von dort aus setzt der Fluss seinen Lauf nach Süden fort, größtenteils durch den Oxley-Wild-Rivers-Nationalpark. Nach ungefähr 110 Kilometern mündet der Chandler River in den Macleay River.

### Nebenflüsse mit Mündungshöhen
- Chandlina Creek – 983 m
- Maiden Creek – 955 m
- Station Creek – 924 m
- Wollomombi River – 677 m
- Oaky River – 314 m
- Styx River – 277 m[1]

## Geschichte
Der Chandler River wurde von Captain Dumaresq nach einem seiner Stockmen benannt.

## Fauna
Am Oberlauf des Flusses werden Kälber gezüchtet. Brumbies streifen an den Ufern des Unterlaufes herum.

## Wanderwege und Zeltplätze
Vom Aussichtspunkt auf die Wollomombi Falls gibt es schöne Wanderungen entlang der Schluchtabbruchkanten und auch einen steilen Wanderweg hinunter zum Chandler River. Weiter unten liegt der Zeltplatz Halls Peak am Fluss, der Selbstversorgern einen Aufenthalt an entlegener Stelle in freier Natur bietet. Der Fahrweg dorthin ist sehr steil und ausgesetzt und überwindet etwa 700 Höhenmeter. Er ist nur für Fahrzeuge mit Allradantrieb und erhöhter Bodenfreiheit, die von erfahrenen Fahrern gelenkt werden, nutzbar. Für die Nutzung ist eine Gebühr zu entrichten und ein Schlüssel beim National Park and Wildlife Service (New South Wales) (NPWS) in Armidale abzuholen.